# (3071) Nesterov
(3071) Nesterov est un astéroïde de la ceinture principale.

## Description
(3071) Nesterov est un astéroïde de la ceinture principale. Il fut découvert le 28 mars 1973 à Naoutchnyï par Tamara Smirnova. Il présente une orbite caractérisée par un demi-grand axe de 3,21 UA, une excentricité de 0,08 et une inclinaison de 2,2° par rapport à l'écliptique.

## Compléments